# 101 av. J.-C.
Pour les articles homonymes, voir 101 (homonymie).
Cette page concerne l'année 101 av. J.-C. du calendrier julien proleptique.

## Événements
- 18 octobre 102 av. J.-C. (1er janvier 653 du calendrier romain) : début à Rome du consulat de Manius Aquilius Nepos et Caius Marius (pour la cinquième fois)[1].

- 30 juillet : bataille de Vercellae ou des Campi Raudii. Le proconsul romain Catulus, rejoint par le consul Marius et Sylla, défont la tribu germanique des Cimbres sur les rives du Pô, à Verceil (Vercellae) en Piémont[2]. Pour vaincre les Cimbres, Marius a levé une armée parmi les catégories sociales les plus défavorisées, les proletarii. Après la bataille, Sylla expulse les Tigurins du Norique vers leurs bases de Franconie. Ils rejoignent ensuite les autres tribus helvètes sur le plateau suisse[3].
- Entre le 17 septembre et le 26 octobre[4] : Cléopâtre III, reine d’Égypte, est assassinée par son fils Ptolémée X Alexandre Ier[5], qui règne désormais conjointement avec son épouse Bérénice III.

- Le consul romain Manius Aquilius Nepos écrase une seconde révolte d'esclaves en Sicile. Il en exécute personnellement le chef, Athénion[6].
- Protectorat chinois sur le Ferghana[7].
- Premier règne d'Ariarathe VIII, roi de Cappadoce (101-99 av. J.-C.)[8].

## Naissances
- Julia Caesaris Minor, aristocrate romaine.

## Décès
- Septembre : Cléopâtre III, reine d’Égypte.
- Athénion, chef des esclaves révoltés en Sicile.
- Boiorix, chef Cimbres.
- Lugius, co-chef Cimbres.